# Dimos Oraiokastro
Dimos Oraiokastro (Oraiokastro) är en kommun i Grekland.   Den ligger i prefekturen Nomós Thessaloníkis och regionen Mellersta Makedonien, i den norra delen av landet, 300 km norr om huvudstaden Aten. Antalet invånare är 24 962. Arean är 218 kvadratkilometer.
Terrängen i Dimos Oraiokastro är kuperad västerut, men österut är den platt.